# Plegadis
Plegadis – rodzaj ptaków z rodziny ibisów (Threskiornithidae).

## Zasięg występowania
Rodzaj obejmuje gatunki występujące w Ameryce, Afryce, Eurazji i Australii.

## Morfologia
Długość ciała 46–66 cm; masa ciała 350–840 g.

## Systematyka

### Etymologia
- Ibis: łac. ibis, ibidis „ibis”, od gr. ιβις ibis, ιβιδος ibidos „ibis”. Ta nazwa była mylona przez wieki. Ibis czczony był czczony przez starożytnych Egipcjan, ale ibis kasztanowaty również był wśród nich popularny. Zanim pojawili się współcześni ornitologowie i odkrywcy, ibis czczony wyginął lub szybko zanikał w Egipcie, a nazwa stopniowo była stosowana na określenie innych ptaków podobnych do bocianów lub czapli (na przykład czapla złotawa)[11]. Gatunek typowy: Tantalus falcinellus Linnaeus, 1766.
- Egatheus: gr. ηγαθεος ēgatheos „najświętszy, poświęcony”, od intensywnego przedrostka αγα- aga-; θεος theos „bóstwo, bóg”[11]. Nowa nazwa dla Ibis Lacépède, 1799.
- Tantalides: rodzaj Tantalus Linnaeus, 1758 (dławigad); gr. -οιδης -oidēs „przypominający”[11]. Gatunek typowy: Tantalus falcinellus Linnaeus, 1766.
- Plegadis: gr. πληγας plēgas, πληγαδος plēgados „sierp”[11].
- Falcinellus: nowołac. falcinellus „mały sierp” (ptak), od zdrobnienia łac. falx, falcis „sierp”[11]. Gatunek typowy: Tantalus falcinellus Linnaeus, 1766.
- Plegadornis: gr. πληγας plēgas, πληγαδος plēgados „sierp”; ορνις ornis, ορνιθος ornithos „ptak”[11]. Gatunek typowy: Tantalus falcinellus Linnaeus, 1766.
- Milnea: prof. Alphonse Milne-Edwards (1835–1900), francuski zoolog, paleontolog[11]. Gatunek typowy: †Milnea gracilis Lydakker, 1891.

### Podział systematyczny
Do rodzaju należą następujące gatunki:
- Plegadis falcinellus (Linnaeus, 1766) – ibis kasztanowaty
- Plegadis chihi (Vieillot, 1817) – ibis amerykański
- Plegadis ridgwayi (J.A. Allen, 1876) – ibis andyjski